# Adelheim
Adelheim är en utslocknad adelsätt med härstamning från Värmland och Nederländerna.

## Historik
Ätten härstammar från brukspatronen Erik Nilsson (död 1720), som uppges vara bördig från Holland, vilken upptog namnet Borgström efter sitt bruk Borgvik. Han var gift med Catharina Ysing, dotter till Gerhard Ysing, som tillhörde en i Närke verksam och förmögen bruksägarsläkt som var ättlingar till Bureättlingen Börje Cronberg. En av deras söner var bergsrådet Erik Eriksson Borgström, och de fick åtminstone sex andra barn, däribland assessorn i hovrätten, bergsrådet och brukspatronen Johan Borgström (1685–1763). Den senare adlades 19 september 1743 under namnet Adelheim, och introducerades 1746 på nummer 1886.
Johan Adelheim ägde bland annat bruket i Munkfors. Han var också under en tid ledamot av Kungliga Vetenskapsakademien men uteslöts från denna år 1748.
Johan Adelheim var gift tre gånger, men fick bara efterkommande från två av hustrurna. Första hustrun Brita Bratt kom från en annan välbekant bruksägarsläkt från Värmland, och med henne fick han dottern Catharina som övertog Munkfors. Dottern gifte sig andra gången med friherre Hamilton af Hageby, vilken sedan tidigare hade dottern friherrinnan Fredrika Lovisa Hamilton som gifte in sig i ätten Adelheim då hon 1776 gifte sig med sin styvmors halvbror (se nedan). Catharina Adelheim själv fick inga barn.
Johan Adelheims ätt fortlevde i dennes andra äktenskap, med Anna Liza Hjertzell vars far var justitieborgmästare i Göteborg, och vilken tidigare hade varit gift med en släkting till makens första hustru Bratt. De fick två döttrar och en son: Maria Ulrika, gift Hård af Segerstad, Brita Lovisa, gift Hästesko af Måla gård, och hovjunkare Erik Adolf Adelheim.
Erik Adolf Adelheim var gift enligt ovan med friherrinnan Fredrika Lovisa Hamilton. Paret fick två barn. Dottern Anna Catharina var gift med sin mors kusin landshövdingen friherre Carl Didrik Hamilton. Sonen Johan Fredric Adelheim är mest känd för att vara en i den grupp adelsmän som avsade sig adelskapet vid riksdagen år 1800. Johan Fredrik Adelheim avled år 1806 av en överdos opium och slöt därmed ätten.

## Personer med efternamnet Adelheim
- Johan Fredric Adelheim (1777–1806), brukspatron och politiker
- Jack Adelheim, en fiktiv affärsman i Camilla Läckbergs roman En bur av guld